# Polygala paniculata
Polygala paniculata är en jungfrulinsväxtart som beskrevs av Carl von Linné. Polygala paniculata ingår i släktet jungfrulinssläktet, och familjen jungfrulinsväxter. Inga underarter finns listade i Catalogue of Life.

## Bildgalleri

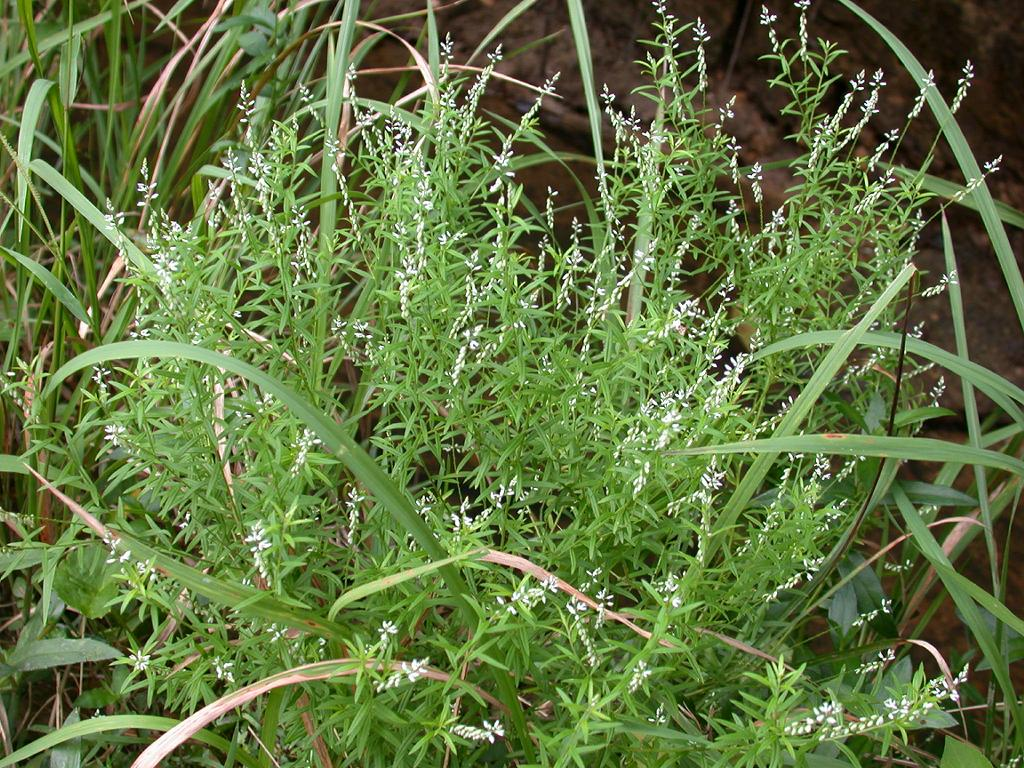
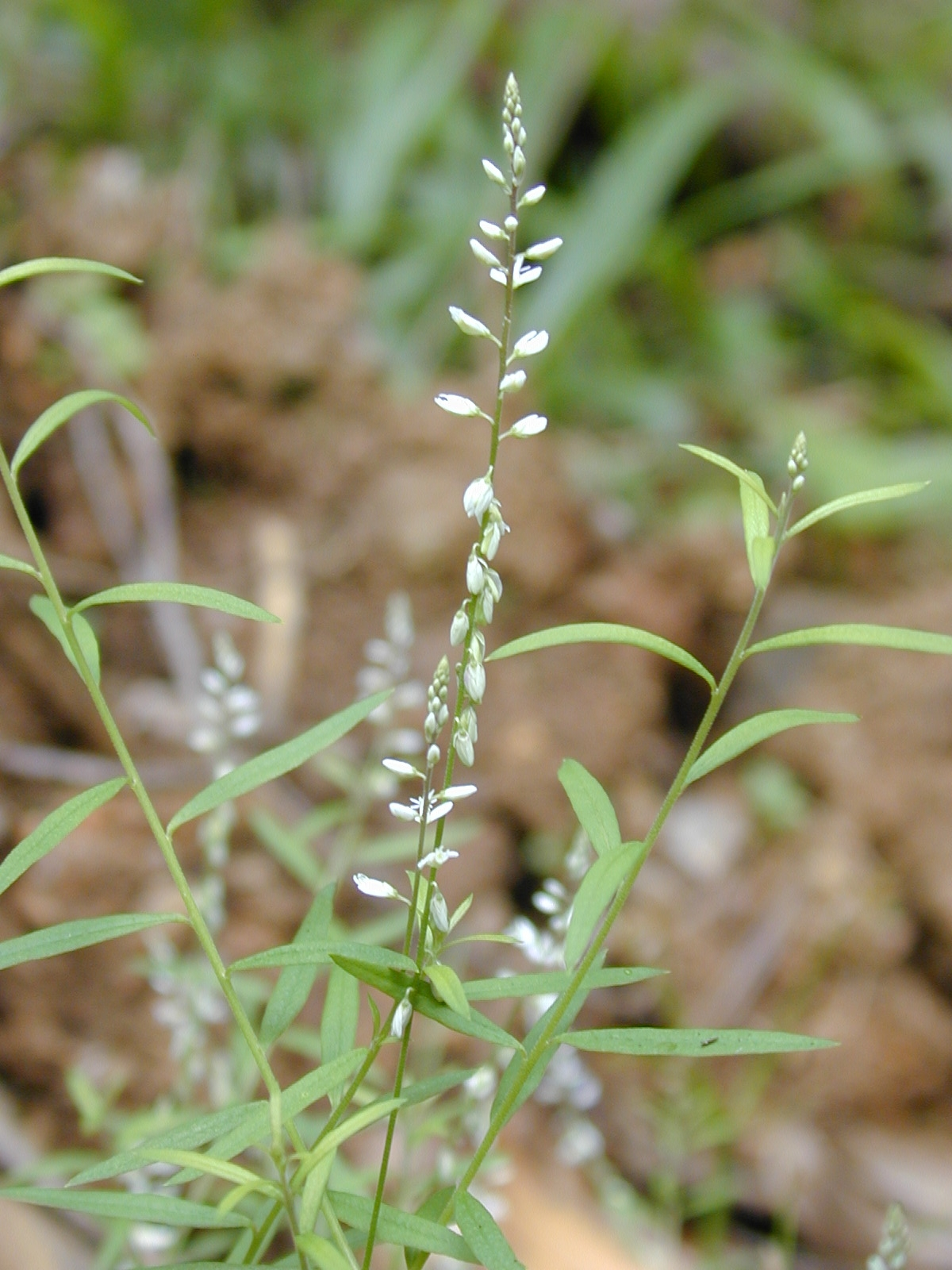
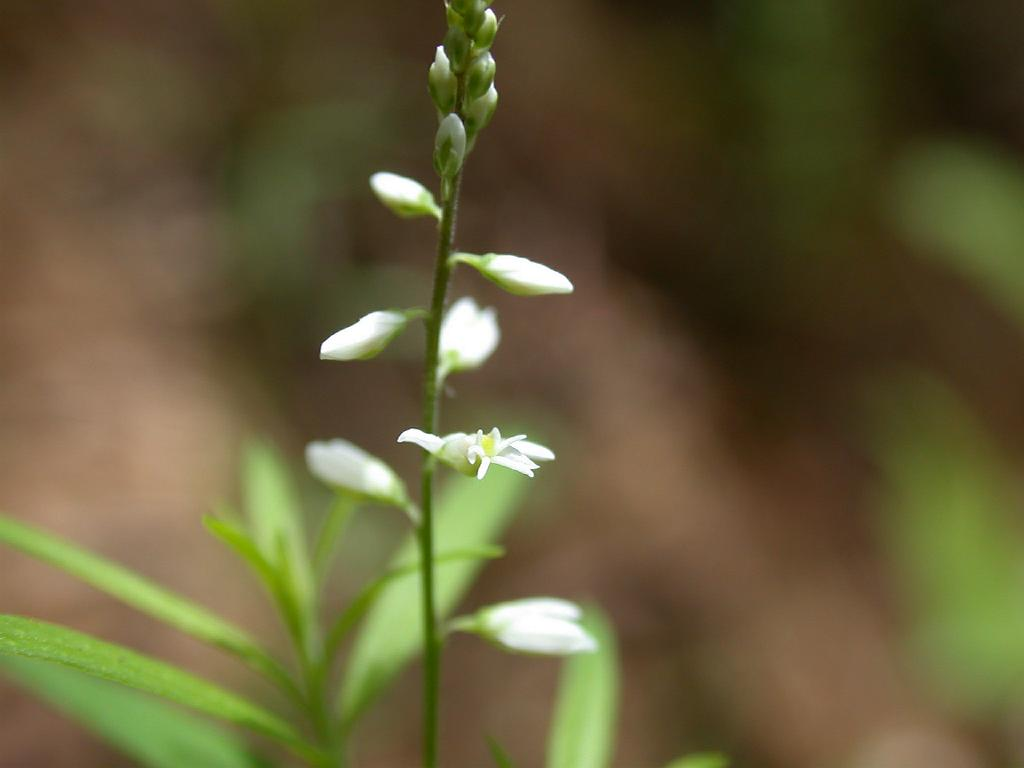